# プレイム事件
プレイム事件（プレイムじけん、Plame Affair）は、アメリカの元外交官ジョゼフ・チャールズ・ウィルソンの妻であるヴァレリー・プレイム（結婚後の姓はウィルソン）が、実は米中央情報局（CIA）のエージェントであることがマスコミに漏洩、暴露された事件である。
別名プレイムゲート（Plamegate）、CIAリーク事件（CIA leak case）。
当時ジョージ・W・ブッシュ政権は「サッダーム・フセイン体制が大量破壊兵器を保有している」というイラク戦争の正当性を示す内容のプロパガンダを流しており、ジョゼフはこれを情報操作であると批判していた。

## 背景
2001年暮れ頃から、アメリカ合衆国政府でイラクが2001年4月に核の原料であるウランをアフリカのニジェール共和国から入手しようとしたという「ニジェール疑惑」が浮上した。しかし、この情報源として提出された契約書は、国際原子力機関の鑑定ではわずか数時間の鑑定で偽物であると断定された、かなり稚拙な偽造文章であった。現地の言葉を少しでも知っていれば、言葉遣いが明らかにおかしいと分かる物であったという。そのため、CIAは最初からこのような事実はなく恐らくは情報ブローカーによって捏造された情報であり、契約書は偽物であると結論付けざるを得なかった。
しかし、ディック・チェイニー副大統領ら複数の政府高官らは偽物ではないと強硬な姿勢を崩さなかったため、ジョゼフ・ウィルソンは調査で2002年2月にCIAから派遣された。ジョゼフはニジェールに向かったが、その調査の結果としてそのような疑惑は根拠がないと報告した。だが、それでもアメリカ合衆国政府は調査が不足しているとして「ウィルソン報告書」を握りつぶしニジェール疑惑を残し続け、ブッシュ大統領は大量破壊兵器があると世論に訴え続けた。チェイニー副大統領の首席補佐官ルイス・リビーは再調査を依頼した。だが、現場では無駄だという観測が広まっており、ジョン・マクローリンCIA次長はこれ以上調査を行っても不可能だと反論した。
その後2002年の後半頃からイラクのアル＝カーイダ支援、大量破壊兵器開発、アル＝カーイダに対する大量破壊兵器の輸出の可能性をアメリカは強調し始めた。2003年1月28日の一般教書演説では、イラクがニジェールからウランを輸入し、さらに中国からウラン濃縮に使う遠心分離機用の「アルミ・チューブ」を大量に輸入したという2つの情報を得たとして、イラクが核開発を行っていると主張した（いわゆる16語）。だが批判は少なくなく、イラク侵攻直前の2003年3月7日にも、国際原子力機関のモハメド・エルバラダイ事務局長は国連安保理への報告で「ニジェール疑惑は偽造文書」「アルミ・チューブはロケット・エンジン用」と断定していた。

## 開戦後
そのような状況の中、2003年3月19日（日本時間20日）にイラク戦争は開戦されたが、大量破壊兵器は発見されなかった。ジョゼフは、2003年7月6日付けのニューヨーク・タイムズ紙に、イラクの核開発についての情報が捻じ曲げられていると寄稿して世論に訴えた。翌7月7日には、ホワイトハウスは16語が誤った情報であったことを認めた。だが、恥をかかされる形となったアメリカ合衆国政府は、ジョゼフの活動を不快に感じており、これと連動する形で2003年7月14日にワシントンの保守系コラムニストであるロバート・ノバクが、ジョゼフの妻はCIAエージェントであると報じた。これにより、ジョゼフが仕事を貰えたのはCIAの縁故であって捜査には不適切だ、と主張したのである。ノバクはこの寄稿で二人の政府高官（後の裁判でカール・ローヴとルイス・リビーである事を証言している）の裏づけがあるとも述べた。なお、CIAエージェントの身分暴露は、アメリカ合衆国の法律である「情報部員身分保護法」により禁止されている。
他方、こうした情報漏洩にジョゼフは即座に反撃して記者会見を開き、妻がCIAの秘密工作員であることを明らかにしたのはアメリカ合衆国政府による報復であると述べ、テレビなどのメディアを通じその違法性を訴えた。その後しばらくアメリカ合衆国では混乱状態が続いた。7月11日、アフリカ訪問中のブッシュ大統領はウガンダで、一般教書演説の内容は事前にCIAがチェックを行っていたとして、CIAの単独責任であると主張した。同日ワシントンでもCIAのテネット長官がCIAの単独責任を認める声明を発表する。実際のところ、CIAは2002年10月5日と10月6日に根拠薄弱というメモを渡していた上、テネット長官も10月7日には、ブッシュの演説から削除するよう電話していたのである。7月22日に、スティーブン・ハドリー大統領副補佐官がバートレット大統領法律顧問と記者会見を開き、自分がついその事を「忘れて」しまったのだと釈明した。恐らく、テネット長官が大統領から任命されている以上、大統領自体を非難できないので、部下を非難したものと考えられている。
その結果、2003年9月28日にCIAは司法省に対して機密情報漏洩に関する調査を依頼する事態となった。ウォーターゲート事件では証拠隠滅の批判で政権が転覆したという教訓があるだけに、政府は徹底捜査を支持せざるを得なかった。2003年10月24日、FBIはスコット・マクラレン報道官やカール・ローヴに対する事情聴取を行なった。2003年12月30日に、パトリック・フィッツジェラルド特別検察官はジョン・アシュクロフト司法長官によってこの事件解明のために任命され捜査を続けた。捜査は政府高官らの圧力や嫌がらせ、マスコミの情報源の秘匿などの圧力があったため、非常に難航した。大陪審は『タイム』のマット・クーパー記者と『ニューヨーク・タイムズ』のジュディス・ミラー記者を召還したが、二人は拒否し法廷侮辱罪で収監された。両社は最高裁に上告したが棄却となった。クーパーは『タイム』誌が取材メモ・電子メールでのインタビューなどを提供したため収監を免れたが、ミラーは収監を免れるため自ら情報を公開したためアメリカ合衆国のメディアからバッシングを食らった。フィッツジェラルドは22ヵ月に及び取り調べを行い、連邦捜査局（FBI）や大陪審に対する偽証などに焦点を絞り遂に立件した。

## 起訴
連邦大陪審は2005年10月28日、ディック・チェイニー副大統領のルイス・リビー首席補佐官を偽証、嘘誓がそれぞれ2件、司法妨害が1件の計5つの訴因で起訴した。起訴容疑からは「情報漏洩」は除かれている（リビーの嘘のためチェイニーの疑惑が明らかにならなかったの意）。起訴を受けてリビーは副大統領補佐官の職を辞した。なお、ブッシュ大統領のカール・ローヴ次席補佐官については起訴は見送られた。このためひとまずブッシュ大統領にとっては大統領主導の情報操作疑惑という最悪のシナリオは避けられた。本来なら彼はリビーと一緒に起訴される予定だったのだが、ローヴ補佐官が2003年にホワイトハウスの同僚と交わしたEメールは、意図的にFBI捜査員をミスリードする意志はなかったとするローヴの主張を裏付けるようにも読み取れたためである。ローヴはその後も騒がれた後、リチャード・アーミテージ元国務副長官から聞いたという事になった。
リビーは、CIAエージェントの身元がヴァレリー・プレイムであることを「ジャーナリストたちから聞いた」と繰り返し主張していた。起訴状ではプレイムについては2003年6月にディック・チェイニーから聞いたと、まったく違った事実が記載されている。

## 裁判
2006年4月、リビーは大陪審でブッシュ大統領が事件に直接関与していたと証言した。2006年8月、ノバクに対する情報漏洩はアーミテージが行ったということになった。彼は2006年9月7日のCBSで自らが情報源であることを認め、自分に非があるということを認めた。しかし、フィッツジェラルドはこの件は起訴しなかった。アーミテージはイラク戦争に批判的でありその関与は、ホワイトハウスの陰謀の一部として発表されたというブッシュ政権評論家の主張に適合しなかった。アーミテージは自分が述べたときには既に政府内では誰でも知っている事であって、故意ではなかったと主張した。
2007年1月16日に裁判は開始されたが、捜査段階で取材源の秘匿を打ち出し抵抗したメディアが、裁判で一転して積極的に証言に応じた。裁判では、チェイニー副大統領の積極的指示、ローヴ補佐官、アーミテージ元国務副長官の関与も明らかにされたが全て不問となった。裁判で弁護側は、リビーは「いけにえ」にされたと主張した。実際、陪審員は全員起訴されていない他のメンバーも疑っていたという。2007年3月6日、ワシントン連邦地裁の陪審はルイス・リビーに対し起訴された5つの罪状のうち連邦捜査局に対する偽証以外の4つについて有罪とする評決を出した。評決後フィッツジェラルドの述べたチェイニーの疑惑についての「暗雲（cloud）」という表現は一瞬のうちに流行語となった。この事件で渦中に巻き込まれたヴァレリー・ウィルソンは2007年3月16日に、米下院政府改革委員会の公聴会に出席する。CIAの秘密工作員経験者が米議会で証言するのは極めて異例の事であるが、ブッシュ政権を批判する民主党がこの事件を追及した事によりこの証言が実現した。CIAでの活動歴については、自分は身分を偽装し世界各地で大量破壊兵器の情報収集にあたる事が任務であった事を語った。
判事による量刑言い渡しは6月5日に行われ、リビー被告は禁固2年6ヶ月の実刑判決を受ける。ワシントンの保守派団体などの間からブッシュ大統領による恩赦を求める声が多かった。ブッシュ大統領は刑の免除は拒否したものの7月2日に大統領権限で執行猶予に減刑して、世論の反発を招いた。なお、恩赦は2018年にドナルド・トランプ大統領が行った。

## 書籍・映画
プレイム事件の詳細は、ジョゼフ・ウィルソンの回顧録『The Politics of Truth』、ヴァレリー・プレイムの回顧録『Fair Game』として出版されている。
映画『フェア・ゲーム』（2010年）は、第63回カンヌ国際映画祭のコンペティション部門に正式出品された。ナショナル・ボード・オブ・レビュー賞では「表現の自由賞」を受賞している。（監督：ダグ・リーマン／主演：ナオミ・ワッツ、ショーン・ペン）